# 大茅舍藝術學院
大茅舍藝術學院（法語：Académie de la Grande Chaumière）是位於法國首都巴黎6區的一所藝術學校。大茅舍藝術學院成立於1902年。

## 外部連結
- Interview with Isamu Noguchi about his time in Paris.
- Biografie van kunstschilder Ghislaine de Menten de Horne (1908–1995)

48°50′32″N 2°19′49″E / 48.8422°N 2.3304°E